# Aoiz
Aoiz (baskijski: Agoitz) – gmina w Hiszpanii, w Nawarze, o powierzchni 13,54 km². W 2011 roku gmina liczyła 2640 mieszkańców.